# Laura Gimmler
Laura Gimmler (Oberstdorf, 5 de diciembre de 1993) es una deportista alemana que compite en esquí de fondo. Ganó una medalla de plata en el Campeonato Mundial de Esquí Nórdico de 2023, en la prueba de relevo.

## Palmarés internacional
| Campeonato Mundial | Campeonato Mundial  | Campeonato Mundial | Campeonato Mundial |
| Año                | Lugar               | Medalla            | Prueba             |
| ------------------ | ------------------- | ------------------ | ------------------ |
| 2023               | Planica (Eslovenia) | Medalla de plata   | Relevo 4 × 5 km    |